# Państwowa Szkoła Muzyczna I stopnia w Jaśle
Państwowa Szkoła Muzyczna I stopnia im. Witolda Lutosławskiego w Jaśle – szkoła muzyczna w Jaśle. Powstała w 1970 roku. Pierwszym dyrektorem był Władysław Świstak. 
Szkoła mieściła się początkowo w kamienicy przy Rynku 14. Jeszcze w 1970 otrzymała pomieszczenia w budynku nowego Jasielskiego Domu Kultury. W roku 1990 przeniosła się do budynku po komitecie PZPR przy ul. Kołłątaja 12. W szkole prowadzi się dwa cykle nauczania: cykl 4-letni (młodzieżowy) oraz cykl 6-letni (dziecięcy). W latach 80. dyrektorem szkoły był Zdzisław Sołtyszewski. W roku 1985 dyrygował on na teleturnieju Jasło-Iława Jasielską Orkiestrą Symfoniczną. 
W roku 2005, Państwowa Szkoła Muzyczna obchodziła jubileusz 35-lecia swojego istnienia. Uroczystość odbyła się na scenie Jasielskiego Domu Kultury. Szkoła obchodziła też Jubileusze 40-lecia i 45-lecia.
Obecnym dyrektorem jest mgr Renata Osikowicz-Wyroba.